# Oswald Gottfried
Gustav Ludwig Oswald Gottfried (* 27. März 1869 in Leipzig; † 19. August 1949 in München) war ein deutscher Landschafts- und Porträtmaler.

## Leben
Gottfried war der älteste Sohn des Kaufmanns und Besitzers der Leipziger Zuckerfabrik Sachsenröder & Gottfried, Emil Gustav Gottfried und dessen Ehefrau Anna Melitta (geborene Zangenberg). Er besuchte von Ostern 1880 bis Ostern 1887 das Königliche Gymnasium seiner Vaterstadt. Der Vater, „der der Kunst entsagen musste, bestimmte ihn zum Künstler.“ Auf den Kunstakademien von Leipzig, Weimar und seit dem 13. Oktober 1893 in München ließ er sich zum Landschafts- und Porträtmaler ausbilden. Er war Schüler von Leopold von Kalckreuth, Carl Frithjof Smith, Carl von Marr und Peter Halm. 1901 war er erstmals mit einer Waldlandschaft auf der Kunstausstellung im Münchner Glaspalast vertreten. 1908 wurden drei seiner Landschaften auf der Großen Kunstausstellung in Berlin gezeigt. Bekannt wurde er als Maler der oberbayerischen Seen- und Flusslandschaft.
Die Bildnisausstellung des Leipziger Kunstvereins 1916 zeigte erstmals seine Porträts, von denen einige auch in der Zeitschrift Jugend veröffentlicht wurden.